# Sultan Al Ghaferi
Sultan Al Ghaferi (Abu Dhabi, 18 settembre 1986) è un calciatore emiratino, centrocampista dell'Al Dhafra.

## Palmarès

### Club

#### Competizioni nazionali
- Coppa del Presidente degli Emirati Arabi Uniti: 2

Al Ain: 2013-14
Al-Wahda: 2016-2017
- UAE Arabian Gulf Cup: 1

Al Wahda: 2015-16
- UAE Super Cup: 3

Al Ain: 2015
Al-Wahda: 2017, 2018

#### Competizioni internazionali
- Coppa dei Campioni del Golfo: 1

Baniyas: 2013